# Szalonna (panceta)

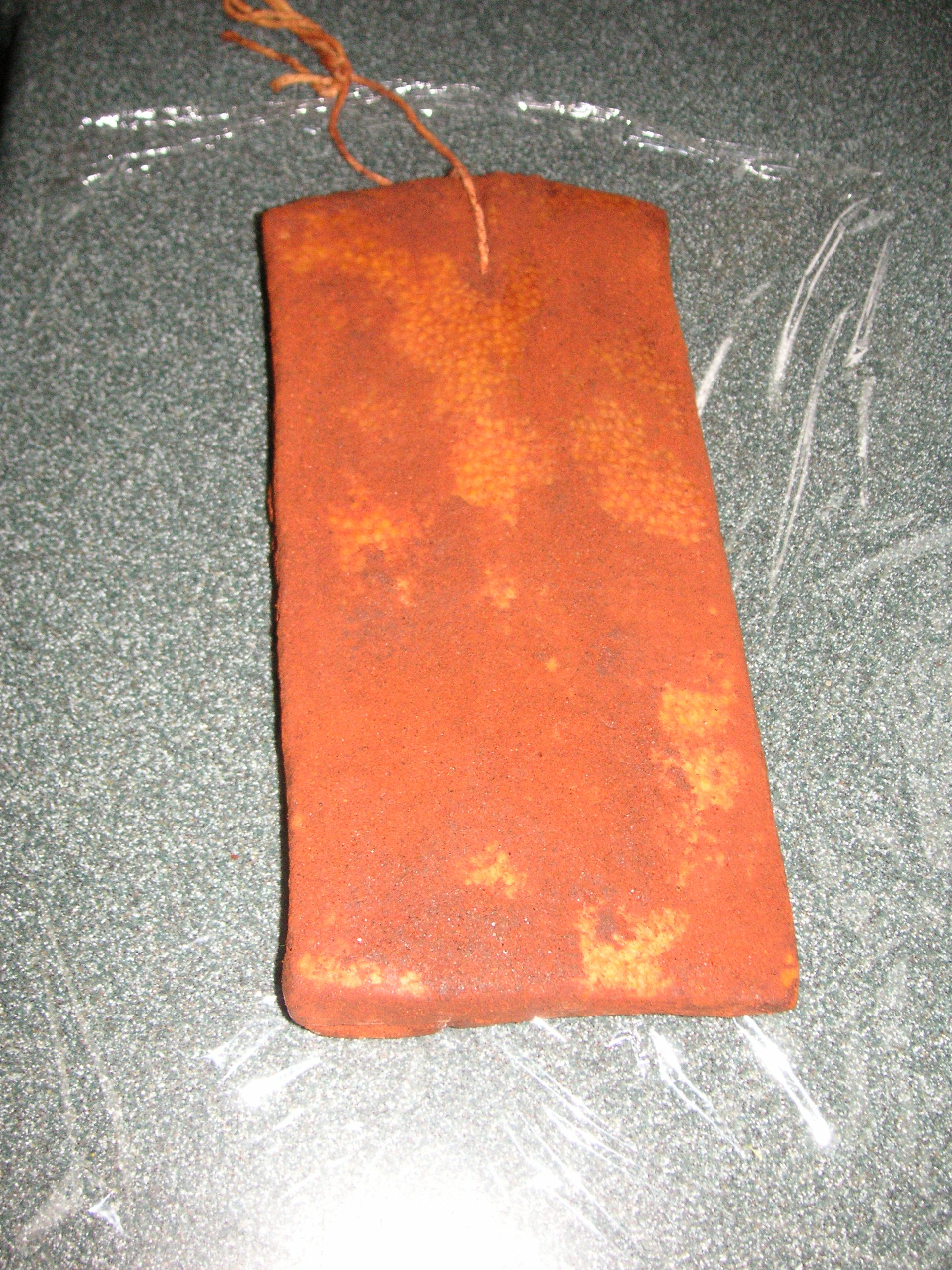
Szalonna.

La szalonna es una panceta ahumada con la corteza del cerdo tradicional de la cocina húngara. A menudo se elabora de forma que el comprador pueda comerla sin preparación adicional. Sin embargo, puede cocinarse al estilo gitano, cortándola en trozos grandes, pinchándolos y asándolos al fuego hasta que quedan crujientes, tomándose sola o con otros platos. También es popular en Hungría como parte de un sándwich.
En el tradicional estilo gitano, la szalonna se ensarta en un pincho (o preferiblemente en una rama recién cortada de cerezo, manzano u otro árbol frutal) y se asa a fuego abierto, en un pozo o contenedor pequeño de forma que se alcancen altas temperaturas. Es mejor un fuego de madera para obtener mejor sabor, si bien también es aceptable emplear carbón. Cuando empieza a sisear y a gotear grasa, la szalonna se retira del fuego y se deja que la grasa gotee sobre una rebanada de pan recién horneado. Se devuelve al fuego, repitiendo el proceso hasta que el pan está empapado de grasa.
Se usa pepino en rodajas, cebolla roja, pimiento verde, rábano, otras verduras, pimentón, pimienta y sal para condimentar la rebanada de pan, y entonces se deja gotear más grasa. Periódicamente se raspan las partes carbonizadas de la szalonna y se usan también sobre el pan. Este plato se considera una comida campesina al ser su aspecto más importante la grasa.
Durante la Segunda Guerra Mundial y después un bloque de fruta dura que podría cortarse se llamaba Hitlerszalonna. Era consumido como provisión por soldados y civiles.